# Синагога «Старий Клойз» (Рівне)
Мала рівненська синагога — одна з трьох збережених єврейських релігійних будівель, єдина діюча синагога міста Рівне. Знаходиться на вулиці Шкільній, в безпосередній близькості від іншої, колишньої Великої синагоги.
Будівля цегляна, в плані майже квадрат (30 х 25 метрів). Інтер'єр освітлюють великі напівкруглі вікна. Синагога має скромний екстер'єр. Можна відзначити карнизи, пілястри в кутах і окантовку віконних ніш. Двоповерхова. Козирок над входом був доданий в 21 столітті. Будівля побудована до 1900 року, була сплюндрована під час Другої світової війни, а пізніше переобладнана радянською владою під спортивний зал.
Повернуто єврейській громаді міста за часів незалежної України.